# Sapromyza multiseriata
Sapromyza multiseriata är en tvåvingeart som beskrevs av Leander Czerny 1932. Sapromyza multiseriata ingår i släktet Sapromyza och familjen lövflugor. Inga underarter finns listade i Catalogue of Life.